# Bönan
Pour les articles homonymes, voir Bonan (homonymie).
Bönan est une localité de Suède dans la commune de Gävle située dans le comté de Gävleborg.
Sa population était de 943 habitants en 2019.